# Discografia de The Beatles
Este artigo apresenta a discografia de The Beatles, uma banda musical britânica formada em 1960 e amplamente considerada a mais influente de todos os tempos.
Este estudo é muito complexo, pois, nos diversos países em que álbuns do grupo eram lançados, as gravadoras com direito sobre suas obras tinham permissão para lançarem seleções musicais diferentes das constantes dos álbuns lançados na Inglaterra. A partir de 1965, a discografia da banda foi paulatinamente unificada nos relançamentos. Este artigo se baseia nos lançamentos ingleses do grupo, considerados os oficiais; trata-se de 12 álbuns de estúdio, 13 extended plays e 22 singles.
Os Beatles lideram a lista de artistas mais vendidos de todos os tempos, com vendas certificadas de mais de 183 milhões de unidades nos Estados Unidos e vendas estimadas em 800 milhões de unidades em todo o mundo.

## Álbuns

### Álbuns de estúdio
| Título                                                                                          | Detalhes                                                                                       | Melhor posição nas paradas musicais | Melhor posição nas paradas musicais | Melhor posição nas paradas musicais | Melhor posição nas paradas musicais | Melhor posição nas paradas musicais | Melhor posição nas paradas musicais | Melhor posição nas paradas musicais | Certificações |
| Título                                                                                          | Detalhes                                                                                       | GBR                                 | AUS                                 | CAN                                 | FRA                                 | GER                                 | NOR                                 | EUA                                 | Certificações |
| ----------------------------------------------------------------------------------------------- | ---------------------------------------------------------------------------------------------- | ----------------------------------- | ----------------------------------- | ----------------------------------- | ----------------------------------- | ----------------------------------- | ----------------------------------- | ----------------------------------- | --- |
| Please Please Me                                                                                | - Lançamento: 22 de março de 1963 - Gravadora: Parlophone (GBR)                                | 1                                   | —                                   | —                                   | 5                                   | 5                                   | —                                   | —                                   | - BPI: platina - ARIA: ouro - MC: ouro - RIAA: platina                                                             |
| With the Beatles                                                                                | - Lançamento: 22 de novembro de 1963 - Gravadora: Parlophone (GBR), Capitol (CAN), Odeon (FRA) | 1                                   | —                                   | —                                   | 5                                   | 1                                   | —                                   | —                                   | - BPI: ouro - ARIA: ouro - BVMI: ouro - MC: ouro - RIAA: ouro                                                      |
| A Hard Day's Night                                                                              | - Lançamento: 26 de junho de 1964 - Gravadora: United Artists (EUA)                            | —                                   | —                                   | 1                                   | 5                                   | —                                   | —                                   | 1                                   | - MC: platina - RIAA: 4× platina                                                                                   |
| A Hard Day's Night                                                                              | - Lançamento: 10 de julho de 1964 - Gravadora: Parlophone (GBR)                                | 1                                   | 1                                   | —                                   | —                                   | 1                                   | —                                   | —                                   | - BPI: platina - ARIA: ouro                                                                                        |
| Beatles for Sale                                                                                | - Lançamento: 4 de dezembro de 1964 - Gravadora: Parlophone (GBR)                              | 1                                   | 1                                   | —                                   | —                                   | 1                                   | —                                   | —                                   | - BPI: ouro - ARIA: ouro - MC: ouro - RIAA: platina                                                                |
| Help!                                                                                           | - Lançamento: 6 de agosto de 1965 - Gravadora: Parlophone (GBR)                                | 1                                   | 1                                   | —                                   | 5                                   | 1                                   | —                                   | —                                   | - BPI: platina - ARIA: ouro                                                                                        |
| Help!                                                                                           | - Lançamento: 13 de agosto de 1965 - Gravadora: Capitol (GBR)                                  | —                                   | —                                   | 1                                   | —                                   | —                                   | —                                   | 1                                   | - MC: 2× platina - RIAA: 3× platina                                                                                |
| Rubber Soul                                                                                     | - Lançamento: 3 de dezembro de 1965 - Gravadora: Parlophone (GBR)                              | 1                                   | 1                                   | —                                   | 5                                   | 1                                   | —                                   | —                                   | - BPI: platina - ARIA: platina - BVMI: ouro                                                                        |
| Rubber Soul                                                                                     | - Lançamento: 6 de dezembro de 1965 - Gravadora: Capitol (EUA)                                 | —                                   | —                                   | 1                                   | —                                   | —                                   | —                                   | 1                                   | - MC: 2× platina - RIAA: 6× platina                                                                                |
| Revolver                                                                                        | - Lançamento: 5 August 1966 - Gravadora: Parlophone (GBR)                                      | 1                                   | 1                                   | —                                   | 5                                   | 1                                   | 14                                  | —                                   | - BPI: 2× platina - ARIA: platina                                                                                  |
| Revolver                                                                                        | - Lançamento: 8 de agosto de 1966 - Gravadora: Capitol (EUA)                                   | —                                   | —                                   | 1                                   | —                                   | —                                   | —                                   | 1                                   | - MC: 2× platina - RIAA: 5× platina                                                                                |
| Sgt. Pepper's Lonely Hearts Club Band                                                           | - Lançamento: 26 de maio de 1967 - Gravadora: Parlophone (GBR), Capitol (EUA)                  | 1                                   | 1                                   | 1                                   | 4                                   | 1                                   | 1                                   | 1                                   | - BPI: 18× platina - ARIA: 4× platina - BVMI: platina - MC: 8× platina - RIAA: diamante (11× platina) - SNEP: ouro |
| Magical Mystery Tour                                                                            | - Lançamento: 27 de novembro de 1967 - Gravadora: Parlophone (GBR), Capitol (EUA)              | 31                                  | 48                                  | —                                   | 2                                   | 8                                   | 13                                  | 1                                   | - BPI: platina - ARIA: platina - MC: 4× platina - RIAA: 6× platina                                                 |
| The Beatles ("Álbum Branco")                                                                    | - Lançamento: 22 de novembro de 1968 - Gravadora: Apple                                        | 1                                   | 1                                   | 1                                   | 1                                   | 1                                   | 1                                   | 1                                   | - BPI: 2× platina - ARIA: 2× platina - MC: 8× platina - RIAA: diamante (24× platina) - SNEP: ouro                  |
| Yellow Submarine                                                                                | - Lançamento: 13 de janeiro de 1969 - Gravadora: Apple (GBR), Capitol (EUA)                    | 3                                   | 4                                   | 1                                   | 4                                   | 5                                   | 1                                   | 2                                   | - BPI: ouro - MC: ouro - RIAA: platina                                                                             |
| Abbey Road                                                                                      | - Lançamento: 26 de setembro de 1969 - Gravadora: Apple                                        | 1                                   | 1                                   | 1                                   | 1                                   | 1                                   | 1                                   | 1                                   | - BPI: 3× platina - ARIA: 3× platina - BVMI: platina - MC: diamante - RIAA: diamante (12× platina) - SNEP: platina |
| Let It Be                                                                                       | - Lançamento: 8 de maio de 1970 - Gravadora: Apple                                             | 1                                   | 1                                   | 1                                   | 5                                   | 4                                   | 1                                   | 1                                   | - BPI: platina - ARIA: platina - MC: 3× platina - RIAA: 4× platina - SNEP: ouro                                    |
| "—" indica lançamentos que não chegaram às paradas musicais ou não foram lançados naquele país. |                                                                                                |                                     |                                     |                                     |                                     |                                     |                                     |                                     | |

### Álbuns ao vivo
| Título                                                                                          | Detalhes                                                                          | Melhor posição nas paradas musicais | Melhor posição nas paradas musicais | Melhor posição nas paradas musicais | Melhor posição nas paradas musicais | Melhor posição nas paradas musicais | Melhor posição nas paradas musicais | Melhor posição nas paradas musicais | Melhor posição nas paradas musicais | Melhor posição nas paradas musicais | Melhor posição nas paradas musicais | Certificações                                                                                    |
| Título                                                                                          | Detalhes                                                                          | GBR                                 | AUS                                 | AUT                                 | CAN                                 | ALE                                 | HOL                                 | NOR                                 | NZ                                  | SUE                                 | EUA                                 | Certificações                                                                                    |
| ----------------------------------------------------------------------------------------------- | --------------------------------------------------------------------------------- | ----------------------------------- | ----------------------------------- | ----------------------------------- | ----------------------------------- | ----------------------------------- | ----------------------------------- | ----------------------------------- | ----------------------------------- | ----------------------------------- | ----------------------------------- | ------------------------------------------------------------------------------------------------ |
| Live! at the Star-Club in Hamburg, Germany; 1962                                                | - Lançamento: 8 de abril de 1977 - Gravadora: Lingasong (GBR), Bellaphon (ALE)    | —                                   | 24                                  | 12                                  | —                                   | 21                                  | —                                   | 16                                  | —                                   | —                                   | 111                                 |                                                                                                  |
| The Beatles at Hollywood Bowl                                                                   | - Lançamento: 4 de maio de 1977 - Gravadora: Parlophone (GBR), Capitol (EUA)      | 1                                   | 8                                   | 3                                   | —                                   | 10                                  | —                                   | 4                                   | 18                                  | 17                                  | 2                                   | - BPI: ouro - MC: platina - RIAA: platina                                                        |
| First Live Recordings                                                                           | - Lançamento: 24 de janeiro de 1979 - Gravadora: Pickwick (EUA/CAN)               | —                                   | —                                   | —                                   | —                                   | —                                   | —                                   | —                                   | —                                   | —                                   | —                                   |                                                                                                  |
| Live at the BBC                                                                                 | - Lançamento: 30 de novembro de 1994 - Gravadora: Parlophone (GBR), Capitol (EUA) | 1                                   | 2                                   | 6                                   | 2                                   | 10                                  | 2                                   | —                                   | 4                                   | 4                                   | 3                                   | - BPI: 2× platina - BVMI: ouro - IFPI AUT: ouro - MC: 8× platina - NVPI: ouro - RIAA: 4× platina |
| On Air – Live at the BBC Volume 2                                                               | - Lançamento: 11 de novembro de 2013 - Gravadora: Apple, UMe                      | 12                                  | 28                                  | 7                                   | 7                                   | 8                                   | 6                                   | 9                                   | 31                                  | 36                                  | 7                                   | - BPI: prata - MC: platina                                                                       |
| "—" indica lançamentos que não chegaram às paradas musicais ou não foram lançados naquele país. |                                                                                   |                                     |                                     |                                     |                                     |                                     |                                     |                                     |                                     |                                     |                                     |                                                                                                  |

### Coletâneas
| Título                                                                                          | Detalhes                                                                                    | Melhor posição nas paradas musicais | Melhor posição nas paradas musicais | Melhor posição nas paradas musicais | Melhor posição nas paradas musicais | Melhor posição nas paradas musicais | Melhor posição nas paradas musicais | Melhor posição nas paradas musicais | Melhor posição nas paradas musicais | Melhor posição nas paradas musicais | Melhor posição nas paradas musicais | Certificações |
| Título                                                                                          | Detalhes                                                                                    | GBR                                 | AUS                                 | AUT                                 | CAN                                 | FRA                                 | ALE                                 | NOR                                 | NZ                                  | SUE                                 | EUA                                 | Certificações |
| ----------------------------------------------------------------------------------------------- | ------------------------------------------------------------------------------------------- | ----------------------------------- | ----------------------------------- | ----------------------------------- | ----------------------------------- | ----------------------------------- | ----------------------------------- | ----------------------------------- | ----------------------------------- | ----------------------------------- | ----------------------------------- | --- |
| The Beatles with Tony Sheridan and Their Guests (com Tony Sheridan and the Titans)              | - Lançamento: 3 de fevereiro de 1964 - Gravadora: MGM (EUA)                                 | —                                   | —                                   | —                                   | —                                   | —                                   | —                                   | —                                   | —                                   | —                                   | 68                                  | |
| Jolly What! (com Frank Ifield)                                                                  | - Lançamento: 26 de fevereiro de 1964 - Gravadora: Vee-Jay (EUA)                            | —                                   | —                                   | —                                   | —                                   | —                                   | —                                   | —                                   | —                                   | —                                   | 103                                 | |
| The Beatles Beat                                                                                | - Lançamento: 15 de abril de 1964 - Gravadora: Odeon (ALE)                                  | —                                   | —                                   | —                                   | —                                   | —                                   | 6                                   | —                                   | —                                   | —                                   | —                                   | |
| Ain't She Sweet (com Tony Sheridan and the Swallows)                                            | - Lançamento: 5 de outubro de 1964 - Gravadora: Atco (EUA)                                  | —                                   | —                                   | —                                   | —                                   | —                                   | —                                   | —                                   | —                                   | —                                   | —                                   | |
| The Beatles vs the Four Seasons (com The Four Seasons)                                          | - Lançamento: Outubro de 1964 - Gravadora: Vee-Jay (EUA)                                    | —                                   | —                                   | —                                   | —                                   | —                                   | —                                   | —                                   | —                                   | —                                   | 142                                 | |
| The Beatles' Story                                                                              | - Lançamento: 23 de novembro de 1964 - Gravadora: Capitol (EUA)                             | —                                   | —                                   | —                                   | —                                   | —                                   | —                                   | —                                   | —                                   | —                                   | 7                                   | - RIAA: ouro |
| The Early Beatles                                                                               | - Lançamento: 22 de março de 1965 - Gravadora: Capitol (EUA)                                | —                                   | —                                   | —                                   | —                                   | —                                   | —                                   | —                                   | —                                   | —                                   | 43                                  | - MC: platina - RIAA: platina |
| The Beatles                                                                                     | - Lançamento: Abril de 1965 - Gravadora: Amiga (ALE)                                        | —                                   | —                                   | —                                   | —                                   | —                                   | —                                   | —                                   | —                                   | —                                   | —                                   | |
| The Beatles' Greatest                                                                           | - Lançamento: 18 de junho de 1965 - Gravadora: Odeon (ALE)                                  | —                                   | —                                   | —                                   | —                                   | —                                   | 38                                  | —                                   | —                                   | —                                   | —                                   | |
| The Beatles in Italy                                                                            | - Lançamento: 13 de julho de 1965 - Gravadora: Parlophone (ITA)                             | —                                   | —                                   | —                                   | —                                   | —                                   | —                                   | —                                   | —                                   | —                                   | —                                   | |
| Dans Leurs 14 Plus Grands Succès                                                                | - Lançamento: 1 de setembro de 1965 - Gravadora: Odeon (FRA)                                | —                                   | —                                   | —                                   | —                                   | 80                                  | —                                   | —                                   | —                                   | —                                   | —                                   | |
| Los Beatles                                                                                     | - Lançamento: 19 de novembro de 1965 - Gravadora: Odeon (ARG)                               | —                                   | —                                   | —                                   | —                                   | —                                   | —                                   | —                                   | —                                   | —                                   | —                                   | |
| Greatest Hits Volume 1                                                                          | - Lançamento: 7 de junho de 1966 - Gravadora: Parlophone (AUS)                              | —                                   | 11                                  | —                                   | —                                   | —                                   | —                                   | —                                   | —                                   | —                                   | —                                   | |
| A Collection of Beatles Oldies                                                                  | - Lançamento: 9 de dezembro de 1966 - Gravadora: Parlophone (GBR)                           | 7                                   | 7                                   | —                                   | —                                   | 5                                   | —                                   | 12                                  | —                                   | —                                   | —                                   | |
| Greatest Hits Volume 2                                                                          | - Lançamento: 16 de fevereiro de 1967 - Gravadora: Parlophone (AUS)                         | —                                   | 9                                   | —                                   | —                                   | —                                   | —                                   | —                                   | —                                   | —                                   | —                                   | |
| The Beatles' First (com Tony Sheridan)                                                          | - Lançamento: 4 de agosto de 1967 - Gravadora: Polydor (GBR)                                | —                                   | —                                   | —                                   | —                                   | 7                                   | —                                   | —                                   | —                                   | —                                   | —                                   | - SNEP: ouro |
| Very Together (com Tony Sheridan)                                                               | - Lançamento: 4 de novembro de 1969 - Gravadora: Polydor (CAN)                              | —                                   | —                                   | —                                   | —                                   | —                                   | —                                   | —                                   | —                                   | —                                   | —                                   | |
| Hey Jude                                                                                        | - Lançamento: 26 de fevereiro de 1970 - Gravadora: Parlophone (GBR), Capitol (EUA)          | —                                   | 1                                   | —                                   | 2                                   | 11                                  | —                                   | —                                   | —                                   | —                                   | 2                                   | - MC: 4× platina - RIAA: 3× platina |
| In the Beginning (Circa 1960) (com Tony Sheridan)                                               | - Lançamento: 4 de maio de 1970 - Gravadora: Polydor (EUA)                                  | —                                   | —                                   | —                                   | —                                   | —                                   | —                                   | —                                   | —                                   | —                                   | 117                                 | |
| From Then to You                                                                                | - Lançamento: 18 de dezembro de 1970 - Gravadora: Parlophone (GBR), Capitol (EUA)           | —                                   | —                                   | —                                   | —                                   | —                                   | —                                   | —                                   | —                                   | —                                   | —                                   | |
| Por Siempre Beatles                                                                             | - Lançamento: 8 de outubro de 1971 - Gravadora: Odeon (ARG)                                 | —                                   | —                                   | —                                   | —                                   | —                                   | —                                   | —                                   | —                                   | —                                   | —                                   | |
| The Essential Beatles                                                                           | - Lançamento: 2 de fevereiro de 1972 - Gravadora: Apple (AUS/NZ)                            | —                                   | 10                                  | —                                   | —                                   | —                                   | —                                   | —                                   | —                                   | —                                   | —                                   | |
| 1962–1966 ("Álbum Vermelho")                                                                    | - Lançamento: 2 de abril de 1973 - Gravadora: Parlophone (GBR), Capitol (EUA)               | 3                                   | 9                                   | 1                                   | 38                                  | 1                                   | 2                                   | 1                                   | 5                                   | 22                                  | 3                                   | - BPI: 2× platina - ARIA: 5× platina - BVMI: 4× platina - IFPI AUT: 3× platina - MC: diamante - RIAA: diamante (15× platina) - SNEP: platina                                                |
| 1967–1970 ("Álbum Azul")                                                                        | - Lançamento: 2 de abril de 1973 - Gravadora: Parlophone (GBR), Capitol (EUA)               | 2                                   | 8                                   | 1                                   | 42                                  | 1                                   | 2                                   | 2                                   | 4                                   | 23                                  | 1                                   | - BPI: 3× platina - ARIA: 5× platina - BVMI: 3× platina - IFPI AUT: 3× platina - IFPI NOR: ouro - MC: diamante - RIAA: diamante (17× platina) - SNEP: 2× platina                            |
| Rock 'n' Roll Music                                                                             | - Lançamento: 7 de junho de 1976 - Gravadora: Parlophone (GBR), Capitol (EUA)               | 11                                  | 4                                   | 6                                   | 2                                   | 3                                   | 10                                  | 8                                   | 2                                   | 18                                  | 2                                   | - BPI: ouro - RIAA: platina - SNEP: ouro |
| Love Songs                                                                                      | - Lançamento: 21 de outubro de 1977 - Gravadora: Parlophone (GBR), Capitol (EUA)            | 7                                   | 59                                  | —                                   | 18                                  | 11                                  | —                                   | 20                                  | 3                                   | —                                   | 24                                  | - BPI: prata - MC: platina - RIAA: 3× platina |
| Rarities                                                                                        | - Lançamento: 2 de dezembro de 1978 - Gravadora: Parlophone (GBR)                           | 71                                  | —                                   | —                                   | —                                   | —                                   | —                                   | —                                   | —                                   | —                                   | —                                   | - BPI: prata |
| 20 Golden Hits                                                                                  | - Lançamento: 1979 - Gravadora: Odeon (ALE)                                                 | —                                   | —                                   | 7                                   | —                                   | —                                   | 4                                   | —                                   | —                                   | —                                   | —                                   | |
| Rarities                                                                                        | - Lançamento: 24 de março de 1980 - Gravadora: Capitol (EUA)                                | —                                   | 27                                  | —                                   | 26                                  | —                                   | —                                   | —                                   | 43                                  | —                                   | 21                                  | - MC: ouro - RIAA: ouro |
| The Beatles Ballads                                                                             | - Lançamento: 13 de outubro de 1980 - Gravadora: Parlophone (GBR), Capitol (CAN)            | 17                                  | 1                                   | —                                   | 69                                  | —                                   | —                                   | —                                   | 2                                   | —                                   | —                                   | - BPI: ouro - MC: ouro |
| Rock 'n' Roll Music, Volume One                                                                 | - Lançamento: 24 de outubro de 1980 - Gravadora: Parlophone (GBR), Axis (NZ), Capitol (EUA) | —                                   | —                                   | —                                   | —                                   | —                                   | —                                   | —                                   | —                                   | —                                   | —                                   | - MC: 2× platina - RIAA: platina |
| Rock 'n' Roll Music, Volume Two                                                                 | - Lançamento: 24 de outubro de 1980 - Gravadora: Parlophone (GBR), Axis (NZ), Capitol (EUA) | —                                   | —                                   | —                                   | —                                   | —                                   | —                                   | —                                   | —                                   | —                                   | —                                   | - MC: 2× platina - RIAA: platina |
| The Beatles 1967–1970                                                                           | - Lançamento: 1980 - Gravadora: Amiga (ALE)                                                 | —                                   | —                                   | —                                   | —                                   | —                                   | —                                   | —                                   | —                                   | —                                   | —                                   | |
| The Beatles                                                                                     | - Lançamento: Janeiro de 1982 - Gravadora: Amiga (ALE)                                      | —                                   | —                                   | —                                   | —                                   | —                                   | —                                   | —                                   | —                                   | —                                   | —                                   | |
| Reel Music                                                                                      | - Lançamento: 22 de março de 1982 - Gravadora: Parlophone (GBR), Capitol (EUA)              | 56                                  | 26                                  | —                                   | 19                                  | —                                   | —                                   | —                                   | —                                   | —                                   | 19                                  | - MC: ouro - RIAA: ouro |
| 20 Greatest Hits                                                                                | - Lançamento: 11 de outubro de 1982 - Gravadora: Parlophone (GBR), Capitol (EUA)            | 10                                  | 52                                  | —                                   | 50                                  | —                                   | —                                   | —                                   | 4                                   | —                                   | 50                                  | - RIAA: 2× platina |
| The Number Ones                                                                                 | - Lançamento: 13 de maio de 1983 - Gravadora: EMI (AUS)                                     | —                                   | 1                                   | —                                   | —                                   | —                                   | —                                   | —                                   | —                                   | —                                   | —                                   | |
| The Early Tapes of the Beatles (com Tony Sheridan)                                              | - Lançamento: 10 de dezembro de 1984 - Gravadora: Polydor (GBR)                             | —                                   | —                                   | —                                   | —                                   | —                                   | —                                   | —                                   | —                                   | —                                   | —                                   | |
| Past Masters, Volume One                                                                        | - Lançamento: 7 de março de 1988 - Gravadora: Parlophone (GBR), Capitol (EUA)               | 49                                  | 79                                  | —                                   | —                                   | 21                                  | —                                   | —                                   | —                                   | —                                   | 149                                 | - BPI: ouro - RIAA: platina - RIANZ: ouro |
| Past Masters, Volume Two                                                                        | - Lançamento: 7 de março de 1988 - Gravadora: Parlophone (GBR), Capitol (EUA)               | 46                                  | 75                                  | —                                   | —                                   | 15                                  | —                                   | —                                   | —                                   | —                                   | 121                                 | - BPI: ouro - RIAA: platina - RIANZ: ouro |
| Past Masters, Volumes One & Two                                                                 | - Lançamento: 24 de outubro de 1988 - Gravadora: Parlophone (GBR), Capitol (EUA)            | —                                   | —                                   | —                                   | —                                   | —                                   | —                                   | —                                   | —                                   | —                                   | —                                   | |
| Anthology 1                                                                                     | - Lançamento: 21 de novembro de 1995 - Gravadora: Parlophone (GBR), Capitol (EUA)           | 2                                   | 1                                   | 4                                   | 1                                   | 1                                   | 1                                   | 5                                   | 1                                   | 2                                   | 1                                   | - BPI: 2× platina - BVMI: ouro - IFPI AUT: ouro - IFPI NOR: ouro - MC: 9× platina - RIAA: 8× platina                                                                                        |
| Anthology 2                                                                                     | - Lançamento: 18 de março de 1996 - Label: Parlophone (GBR), Capitol (EUA)                  | 1                                   | 2                                   | 9                                   | 3                                   | 2                                   | 4                                   | 5                                   | 3                                   | 2                                   | 1                                   | - BPI: platina - MC: 4× platina - RIAA: 4× platina - SNEP: ouro |
| Anthology 3                                                                                     | - Lançamento: 28 de outubro de 1996 - Gravadora: Parlophone (GBR), Capitol (EUA)            | 4                                   | 3                                   | 15                                  | 3                                   | 9                                   | 9                                   | 13                                  | 10                                  | 5                                   | 1                                   | - BPI: ouro - MC: 2× platina - RIAA: 3× platina |
| Yellow Submarine Songtrack                                                                      | - Lançamento: 13 de setembro de 1999 - Gravadora: Parlophone (GBR), Capitol (EUA)           | 8                                   | —                                   | 8                                   | 12                                  | 31                                  | 11                                  | 1                                   | —                                   | 22                                  | 15                                  | - BPI: ouro - RIAA: ouro |
| 1                                                                                               | - Lançamento: 13 de novembro de 2000 - Gravadora: Parlophone (GBR), Capitol (EUA)           | 1                                   | 1                                   | 1                                   | 1                                   | 10                                  | 1                                   | 1                                   | 1                                   | 1                                   | 1                                   | - BPI: 12× platina - ARIA: 10× platina - BVMI: 11× ouro - IFPI AUT: 3× platina - IFPI NOR: 3× platina - MC: diamante - RIAA: diamante (11× platina) - RIANZ: 15× platina - SNEP: 2× platina |
| Beatles Bop – Hamburg Days (com Tony Sheridan)                                                  | - Lançamento: 6 de novembro de 2001 - Gravadora: Bear Family (ALE)                          | —                                   | —                                   | —                                   | —                                   | —                                   | —                                   | —                                   | —                                   | —                                   | —                                   | |
| Let It Be... Naked                                                                              | - Lançamento: 17 de novembro de 2003 - Gravadora: Parlophone (GBR), Capitol (EUA)           | 7                                   | 11                                  | 8                                   | 8                                   | 14                                  | 13                                  | 6                                   | 23                                  | 2                                   | 5                                   | - BPI: ouro - ARIA: ouro - BVMI: ouro - RIAA: platina |
| Past Masters                                                                                    | - Lançamento: 9 de setembro de 2009 - Gravadora: Parlophone (GBR), Capitol (EUA)            | 31                                  | 34                                  | 40                                  | —                                   | —                                   | 61                                  | —                                   | 33                                  | 36                                  | —                                   | - MC: ouro |
| Anthology Highlights                                                                            | - Lançamento: 16 de novembro de 2010 - Gravadora: Apple, EMI                                | —                                   | —                                   | —                                   | —                                   | —                                   | —                                   | —                                   | —                                   | —                                   | —                                   | |
| Tomorrow Never Knows                                                                            | - Lançamento: 24 de julho de 2012 - Gravadora: Apple, EMI                                   | 44                                  | 34                                  | 34                                  | 15                                  | —                                   | —                                   | 22                                  | 37                                  | —                                   | 24                                  | |
| I Saw Her Standing There                                                                        | - Lançamento: 15 de abril de 2013 - Gravadora: Rock Melon                                   | —                                   | —                                   | —                                   | —                                   | —                                   | —                                   | —                                   | —                                   | —                                   | —                                   | |
| The Beatles Bootleg Recordings 1963                                                             | - Lançamento: 17 de dezembro de 2013 - Gravadora: Apple, UMe                                | —                                   | —                                   | —                                   | —                                   | —                                   | —                                   | —                                   | —                                   | —                                   | 172                                 | |
| Mono Masters                                                                                    | - Lançamento: 9 de setembro de 2014 - Gravadora: Parlophone (GBR), Capitol (EUA)            | —                                   | —                                   | —                                   | —                                   | —                                   | —                                   | —                                   | —                                   | —                                   | —                                   | |
| "—" indica lançamentos que não chegaram às paradas musicais ou não foram lançados naquele país. |                                                                                             |                                     |                                     |                                     |                                     |                                     |                                     |                                     |                                     |                                     |                                     | |

### Mashups
| Título                                                                                          | Detalhes                                                                          | Melhor posição nas paradas musicais | Melhor posição nas paradas musicais | Melhor posição nas paradas musicais | Melhor posição nas paradas musicais | Melhor posição nas paradas musicais | Melhor posição nas paradas musicais | Melhor posição nas paradas musicais | Melhor posição nas paradas musicais | Melhor posição nas paradas musicais | Melhor posição nas paradas musicais | Certificações                                                                                            |
| Título                                                                                          | Detalhes                                                                          | GBR                                 | AUS                                 | AUT                                 | CAN                                 | FRA                                 | ALE                                 | NOR                                 | NZ                                  | SUE                                 | EUA                                 | Certificações                                                                                            |
| ----------------------------------------------------------------------------------------------- | --------------------------------------------------------------------------------- | ----------------------------------- | ----------------------------------- | ----------------------------------- | ----------------------------------- | ----------------------------------- | ----------------------------------- | ----------------------------------- | ----------------------------------- | ----------------------------------- | ----------------------------------- | --- |
| Liverpool Sound Collage (com Paul McCartney, Super Furry Animals e Martin Glover)               | - Lançamento: 21 de agosto de 2000 - Gravadora: Hydra (GBR), Capitol (EUA)        | —                                   | —                                   | —                                   | —                                   | —                                   | —                                   | —                                   | —                                   | —                                   | —                                   | |
| Love                                                                                            | - Lançamento: 20 de novembro de 2006 - Gravadora: Parlophone (GBR), Capitol (EUA) | 3                                   | 2                                   | 3                                   | 1                                   | 1                                   | 2                                   | 8                                   | 2                                   | 2                                   | 4                                   | - BPI: 2× platina - ARIA: 2× platina - BVMI: 3× ouro - MC: 2× platina - RIAA: 2× platina - SNEP: platina |
| "—" indica lançamentos que não chegaram às paradas musicais ou não foram lançados naquele país. |                                                                                   |                                     |                                     |                                     |                                     |                                     |                                     |                                     |                                     |                                     |                                     | |

### Box sets
| Título                                                                                          | Detalhes                                                                          | Melhor posição nas paradas musicais | Melhor posição nas paradas musicais | Melhor posição nas paradas musicais | Melhor posição nas paradas musicais | Melhor posição nas paradas musicais | Melhor posição nas paradas musicais | Melhor posição nas paradas musicais | Melhor posição nas paradas musicais | Melhor posição nas paradas musicais | Melhor posição nas paradas musicais | Certificações                     |
| Título                                                                                          | Detalhes                                                                          | GBR                                 | AUS                                 | AUT                                 | CAN                                 | FRA                                 | ALE                                 | NOR                                 | NZ                                  | SUE                                 | EUA                                 | Certificações                     |
| ----------------------------------------------------------------------------------------------- | --------------------------------------------------------------------------------- | ----------------------------------- | ----------------------------------- | ----------------------------------- | ----------------------------------- | ----------------------------------- | ----------------------------------- | ----------------------------------- | ----------------------------------- | ----------------------------------- | ----------------------------------- | --------------------------------- |
| The Beatles Collection                                                                          | - Lançamento: 2 de novembro de 1978 - Gravadora: Parlophone (GBR), Capitol (EUA)  | —                                   | 33                                  | —                                   | —                                   | —                                   | —                                   | —                                   | 11                                  | —                                   | —                                   | - MC: platina                     |
| The Beatles Box                                                                                 | - Lançamento: 3 de novembro de 1980 - Gravadora: Parlophone (GBR)                 | —                                   | —                                   | —                                   | —                                   | —                                   | —                                   | —                                   | —                                   | —                                   | —                                   | - ARIA: ouro                      |
| The Beatles EP Collection                                                                       | - Lançamento: 7 de dezembro de 1981 - Gravadora: Parlophone (GBR)                 | —                                   | —                                   | —                                   | —                                   | —                                   | —                                   | —                                   | —                                   | —                                   | —                                   |                                   |
| The Beatles: The Collection                                                                     | - Lançamento: Outubro de 1982 - Gravadora: Parlophone (GBR)                       | —                                   | —                                   | —                                   | —                                   | —                                   | —                                   | —                                   | —                                   | —                                   | —                                   |                                   |
| The Beatles Mono Collection                                                                     | - Lançamento: Outubro de 1982 - Gravadora: Parlophone (GBR)                       | —                                   | —                                   | —                                   | —                                   | —                                   | —                                   | —                                   | —                                   | —                                   | —                                   |                                   |
| The Beatles Box Set                                                                             | - Lançamento: 15 de novembro de 1988 - Gravadora: Parlophone (GBR), Capitol (EUA) | —                                   | 82                                  | —                                   | —                                   | —                                   | —                                   | —                                   | —                                   | —                                   | —                                   | - RIAA: platina                   |
| The Capitol Albums, Volume 1                                                                    | - Lançamento: 16 de novembro de 2004 - Gravadora: Capitol (EUA)                   | —                                   | —                                   | —                                   | —                                   | —                                   | 80                                  | —                                   | —                                   | —                                   | 35                                  | - RIAA: platina                   |
| The Capitol Albums, Volume 2                                                                    | - Lançamento: 11 de abril de 2006 - Gravadora: Capitol (EUA)                      | —                                   | —                                   | —                                   | —                                   | —                                   | —                                   | —                                   | —                                   | —                                   | 46                                  | - RIAA: ouro                      |
| The Beatles in Mono                                                                             | - Lançamento: 9 de setembro de 2009 - Gravadora: Parlophone (GBR), Capitol (EUA)  | 57                                  | —                                   | —                                   | 47                                  | —                                   | 3                                   | —                                   | —                                   | 15                                  | 40                                  | - MC: platina - RIAA: platina     |
| The Beatles (The Original Studio Recordings)                                                    | - Lançamento: 9 de setembro de 2009 - Gravadora: Parlophone (GBR), Capitol (EUA)  | 24                                  | 23                                  | 58                                  | 4                                   | —                                   | —                                   | 3                                   | 22                                  | 15                                  | 15                                  | - MC: diamante - RIAA: 3× platina |
| 1962–1966 / 1967–1970                                                                           | - Lançamento: 15 de outubro de 2010 - Gravadora: Apple, EMI                       | 59                                  | —                                   | —                                   | —                                   | —                                   | 29                                  | 38                                  | 35                                  | —                                   | —                                   | - MC: ouro                        |
| Anthology Box Set                                                                               | - Lançamento: 16 de novembro de 2010 - Gravadora: Apple, EMI                      | —                                   | —                                   | —                                   | —                                   | —                                   | —                                   | —                                   | —                                   | —                                   | —                                   |                                   |
| Live at the BBC: The Collection                                                                 | - Lançamento: 11 de novembro de 2013 - Gravadora: Apple, UMe                      | —                                   | —                                   | —                                   | —                                   | —                                   | —                                   | —                                   | —                                   | —                                   | —                                   | - MC: platina                     |
| The U.S. Albums                                                                                 | - Lançamento: 21 de janeiro de 2014 - Gravadora: Apple, Capitol, UMe              | —                                   | —                                   | —                                   | —                                   | —                                   | 29                                  | —                                   | —                                   | —                                   | 48                                  |                                   |
| The Japan Box                                                                                   | - Lançamento: 25 de junho de 2014 - Gravadora: Apple, UMe                         | —                                   | —                                   | —                                   | —                                   | —                                   | 83                                  | —                                   | —                                   | —                                   | —                                   |                                   |
| The Christmas Records                                                                           | - Lançamento: 15 de dezembro de 2017 - Gravadora: Apple, UMe                      | —                                   | —                                   | —                                   | —                                   | —                                   | —                                   | —                                   | —                                   | —                                   | —                                   |                                   |
| The Singles Collection Box                                                                      | - Lançamento: 22 de novembro de 2019 - Gravadora: Apple, UM                       | —                                   | —                                   | —                                   | —                                   | —                                   | —                                   | —                                   | —                                   | —                                   | —                                   |                                   |
| "—" indica lançamentos que não chegaram às paradas musicais ou não foram lançados naquele país. |                                                                                   |                                     |                                     |                                     |                                     |                                     |                                     |                                     |                                     |                                     |                                     |                                   |

## Extend plays
| Título                                                                                          | Detalhes                                                                                   | Melhor posição nas paradas musicais | Melhor posição nas paradas musicais | Melhor posição nas paradas musicais |
| Título                                                                                          | Detalhes                                                                                   | GBR                                 | AUS                                 | EUA                                 |
| ----------------------------------------------------------------------------------------------- | ------------------------------------------------------------------------------------------ | ----------------------------------- | ----------------------------------- | ----------------------------------- |
| My Bonnie (com Tony Sheridan)                                                                   | - Lançamento: 12 de julho de 1963 - Gravadora: Polydor (GBR)                               | —                                   | —                                   | —                                   |
| Twist and Shout                                                                                 | - Lançamento: 12 de julho de 1963 - Gravadora: Parlophone (GBR)                            | 1                                   | 5                                   | —                                   |
| The Beatles' Hits                                                                               | - Lançamento: 6 de setembro de 1963 - Gravadora: Parlophone (GBR)                          | 1                                   | 52                                  | —                                   |
| The Beatles (No. 1)                                                                             | - Lançamento: 1 de novembro de 1963 - Gravadora: Parlophone (GBR)                          | 2                                   | 79                                  | —                                   |
| All My Loving                                                                                   | - Lançamento: 7 de fevereiro de 1964 - Gravadora: Parlophone (GBR)                         | 1                                   | 1                                   | —                                   |
| Souvenir of Their Visit to America                                                              | - Lançamento: 23 de março de 1964 - Gravadora: Vee-Jay (EUA)                               | —                                   | —                                   | —                                   |
| Four by the Beatles                                                                             | - Lançamento: 11 de maio de 1964 - Gravadora: Capitol (EUA)                                | —                                   | —                                   | 92                                  |
| Requests                                                                                        | - Lançamento: 18 de junho de 1964 - Gravadora: Parlophone (AUS/NZ)                         | —                                   | 1                                   | —                                   |
| Long Tall Sally                                                                                 | - Lançamento: 19 de junho de 1964 - Gravadora: Parlophone (GBR)                            | 1                                   | —                                   | —                                   |
| The Beatles Again!                                                                              | - Lançamento: Julho de 1964 - Gravadora: Parlophone (NZ)                                   | —                                   | —                                   | —                                   |
| A Hard Day's Night No. 1                                                                        | - Lançamento: Julho de 1964 - Gravadora: Parlophone (NZ)                                   | —                                   | —                                   | —                                   |
| The Beatles No. 2                                                                               | - Lançamento: Julho 1964 - Gravadora: Parlophone (NZ)                                      | —                                   | —                                   | —                                   |
| Extracts from the Film A Hard Day's Night                                                       | - Lançamento: 4 de novembro de 1964 - Gravadora: Parlophone (GBR)                          | 1                                   | —                                   | —                                   |
| Extracts from the Album A Hard Day's Night                                                      | - Lançamento: 6 de novembro de 1964 - Gravadora: Parlophone (GBR)                          | 8                                   | —                                   | —                                   |
| 4 by the Beatles                                                                                | - Lançamento: 1 de fevereiro de 1965 - Gravadora: Capitol (EUA)                            | —                                   | —                                   | 68                                  |
| Beatles for Sale                                                                                | - Lançamento: 6 de abril de 1965 - Gravadora: Parlophone (GBR)                             | 1                                   | —                                   | —                                   |
| Beatles for Sale No. 2                                                                          | - Lançamento: 4 de junho de 1965 - Gravadora: Parlophone (GBR)                             | 5                                   | —                                   | —                                   |
| The Beatles' Million Sellers                                                                    | - Lançamento: 6 de dezembro de 1965 - Gravadora: Parlophone (GBR)                          | 1                                   | —                                   | —                                   |
| Yesterday                                                                                       | - Lançamento: 4 de março de 1966 - Gravadora: Parlophone (GBR)                             | 1                                   | —                                   | —                                   |
| Nowhere Man                                                                                     | - Lançamento: 8 de julho de 1966 - Gravadora: Parlophone (GBR)                             | 4                                   | —                                   | —                                   |
| Magical Mystery Tour                                                                            | - Lançamento: 8 de dezembro de 1967 - Gravadora: Parlophone (GBR)                          | 2                                   | 3                                   | —                                   |
| Spooky Songs                                                                                    | - Lançamento: 30 de outubro de 2020 - Gravadora: UMG Recordings - Exclusivamente digital   | —                                   | —                                   | —                                   |
| The Beatles for Kids - Morning, Afternoon & Night                                               | - Lançamento: 13 de novembro de 2020 - Gravadora: UMG Recordings - Exclusivamente digital  | —                                   | —                                   | —                                   |
| Got to Get You Into My Life                                                                     | - Lançamento: 27 de novembro de 2020 - Gravadora: UMG Recordings - Exclusivamente digital  | —                                   | —                                   | —                                   |
| Meditation Mix                                                                                  | - Lançamento: 4 de dezembro de 2020 - Gravadora: UMG Recordings - Exclusivamente digital   | —                                   | —                                   | —                                   |
| Study Songs Vol. 1                                                                              | - Lançamento: 11 de dezembro de 2020 - Gravadora: UMG Recordings - Exclusivamente digital  | —                                   | —                                   | —                                   |
| Study Songs Vol. 2                                                                              | - Lançamento: 18 de dezembro de 2020 - Gravadora: UMG Recordings - Exclusivamente digital  | —                                   | —                                   | —                                   |
| At Home with the Beatles                                                                        | - Lançamento: 25 de dezembro de 2020 - Gravadora: UMG Recordings - Exclusivamente digital  | —                                   | —                                   | —                                   |
| Getting Better All the Time                                                                     | - Lançamento: 1 de janeiro de 2021 - Gravadora: UMG Recordings - Exclusivamente digital    | —                                   | —                                   | —                                   |
| We Can Work It Out                                                                              | - Lançamento: 8 de janeiro de 2021 - Gravadora: UMG Recordings - Exclusivamente digital    | —                                   | —                                   | —                                   |
| New Year's Workout                                                                              | - Lançamento: 22 de janeiro de 2021 - Gravadora: UMG Recordings - Exclusivamente digital   | —                                   | —                                   | —                                   |
| The Beatles for Kids - Colours                                                                  | - Lançamento: 29 de janeiro de 2021 - Gravadora: UMG Recordings - Exclusivamente digital   | —                                   | —                                   | —                                   |
| All About The Girl                                                                              | - Lançamento: 5 de fevereiro de 2021 - Gravadora: UMG Recordings - Exclusivamente digital  | —                                   | —                                   | —                                   |
| Love Me Do                                                                                      | - Lançamento: 12 de fevereiro de 2021 - Gravadora: UMG Recordings - Exclusivamente digital | —                                   | —                                   | —                                   |
| The Beatles for Kids: Animals                                                                   | - Lançamento: 19 de fevereiro 2021 - Gravadora: UMG Recordings - Exclusivamente digital    | —                                   | —                                   | —                                   |
| The Beatles: Inspirations                                                                       | - Lançamento: 12 de março de 2021 - Gravadora: UMG Recordings - Exclusivamente digital     | —                                   | —                                   | —                                   |
| "—" indica lançamentos que não chegaram às paradas musicais ou não foram lançados naquele país. |                                                                                            |                                     |                                     |                                     |

## Singles
| Título (lado-A/lado-B) | Ano  | Melhor posição nas paradas musicais | Melhor posição nas paradas musicais | Melhor posição nas paradas musicais | Melhor posição nas paradas musicais | Melhor posição nas paradas musicais | Melhor posição nas paradas musicais | Melhor posição nas paradas musicais | Melhor posição nas paradas musicais | Melhor posição nas paradas musicais | Melhor posição nas paradas musicais | Melhor posição nas paradas musicais | Melhor posição nas paradas musicais | Melhor posição nas paradas musicais | Certificações                     | Álbum no Reino Unido                         | Álbum nos Estados Unidos                                                                   |
| Título (lado-A/lado-B) | Ano  | GBR                                 | AUS                                 | AUT                                 | BEL                                 | CAN                                 | ALE                                 | NLD                                 | NOR                                 | NZ                                  | SUÍ                                 | EUA                                 | EUA Cash Box                        | EUA Record World                    | Certificações                     | Álbum no Reino Unido                         | Álbum nos Estados Unidos                                                                   |
| --- | ---- | ----------------------------------- | ----------------------------------- | ----------------------------------- | ----------------------------------- | ----------------------------------- | ----------------------------------- | ----------------------------------- | ----------------------------------- | ----------------------------------- | ----------------------------------- | ----------------------------------- | ----------------------------------- | ----------------------------------- | --------------------------------- | -------------------------------------------- | ------------------------------------------------------------------------------------------ |
| "My Bonnie" The Saints" (com Tony Sheridan) Reino Unido/Alemanha (Polydor)                                                     | 1962 | 48 —                                | 29 —                                | —                                   | —                                   | —                                   | 32 —                                | —                                   | —                                   | —                                   | —                                   | 26 —                                | 29 —                                | 31 —                                |                                   | My Bonnie Reino Unido/Alemanha (Polydor)     |                                                                                            |
| "Love Me Do" P.S. I Love You" Reino Unido & Estados Unidos (Tollie)                                                            | 1962 | 17 —                                | 1 —                                 | —                                   | 37 —                                | 8 —                                 | —                                   | 32 —                                | —                                   | 1 —                                 | —                                   | 1 10                                | 1 10                                | 1 13                                | - BPI: prata - RIAA: platina      | Please Please Me                             | Introducing... The Beatles VeeJay                                                          |
| "Please Please Me" Ask Me Why" Reino Unido & Estados Unidos (VeeJay)                                                           | 1963 | 2 —                                 | 52 —                                | —                                   | —                                   | —                                   | 20 —                                | —                                   | —                                   | —                                   | —                                   | —                                   | —                                   | —                                   |                                   | Please Please Me                             | Introducing... The Beatles VeeJay                                                          |
| "From Me to You" Thank You Girl" Reino Unido & Estados Unidos (VeeJay)                                                         | 1963 | 1 —                                 | 9 —                                 | —                                   | —                                   | 6 —                                 | —                                   | —                                   | 9 —                                 | —                                   | —                                   | 116 —                               | 149 —                               | —                                   |                                   | single sem álbum                             | Jolly What! The Beatles and Frank Ifield on Stage VeeJay The Beatles' Second Album         |
| "She Loves You" I'll Get You" Reino Unido & Estados Unidos (Swan)                                                              | 1963 | 1 —                                 | 3 —                                 | —                                   | —                                   | 1 —                                 | 7 —                                 | 7 —                                 | 1 —                                 | 1 —                                 | —                                   | 1 —                                 | 1 —                                 | 1 —                                 |                                   | single sem álbum                             | The Beatles' Second Album                                                                  |
| "I Want to Hold Your Hand" This Boy" Reino Unido                                                                               | 1963 | 1 —                                 | 1 —                                 | —                                   | 6 —                                 | —                                   | 1 —                                 | 1 —                                 | —                                   | —                                   | —                                   | —                                   | —                                   | —                                   |                                   | single sem álbum                             | Meet the Beatles!                                                                          |
| "Roll Over Beethoven" Please Mister Postman" Canadá (Capitol)                                                                  | 1963 | —                                   | 1 —                                 | —                                   | —                                   | 2 —                                 | 31 47                               | —                                   | 2 —                                 | —                                   | —                                   | 68 —                                | 30 —                                | 35 —                                |                                   | With the Beatles                             | The Beatles' Second Album                                                                  |
| "Misery" Ask Me Why" | 1963 | —                                   | —                                   | —                                   | —                                   | —                                   | 37 —                                | —                                   | —                                   | —                                   | —                                   | —                                   | —                                   | —                                   |                                   | Please Please Me                             | Introducing... The Beatles VeeJay                                                          |
| "I Want to Hold Your Hand" I Saw Her Standing There" Estados Unidos                                                            | 1963 | —                                   | — 1                                 | —                                   | —                                   | 1                                   | —                                   | —                                   | —                                   | 1                                   | —                                   | 1 14                                | 1 100                               | 1 29                                | - RIAA: ouro                      | single sem álbum Please Please Me            | Meet the Beatles!                                                                          |
| "Please Please Me" From Me to You" Estados Unidos (Veejay)                                                                     | 1964 | —                                   | 36 21                               | —                                   | —                                   | 5 —                                 | —                                   | —                                   | —                                   | 2 1                                 | —                                   | 3 41                                | 3 41                                | 3 46                                | - RIAA: platina                   | Please Please Me faixa sem álbum             | Introducing... The Beatles VeeJay Jolly What! The Beatles and Frank Ifield on Stage VeeJay |
| "Sweet Georgia Brown" Nobody's Child" (com Tony Sheridan) Reino Unido (Polydor)                                                | 1964 | —                                   | —                                   | —                                   | —                                   | —                                   | —                                   | —                                   | —                                   | —                                   | —                                   | —                                   | —                                   | —                                   |                                   | My Bonnie Polydor The Beatles' First Polydor |                                                                                            |
| "All My Loving" This Boy" Canadá (Capitol)                                                                                     | 1964 | —                                   | 1 —                                 | —                                   | 16 —                                | 1                                   | 32 —                                | 2 —                                 | 2 —                                 | 1 —                                 | —                                   | 45 —                                | 31 —                                | 32 —                                |                                   | With the Beatles                             | Meet the Beatles!                                                                          |
| "Why" (com Tony Sheridan) "Cry for a Shadow" Estados Unidos & Reino Unido (Polydor)                                            | 1964 | —                                   | —                                   | —                                   | —                                   | —                                   | —                                   | —                                   | —                                   | —                                   | —                                   | 88 —                                | 129 —                               | 138 —                               |                                   | The Beatles' First Polydor                   |                                                                                            |
| "Twist and Shout" There's a Place" Estados Unidos (Tollie)                                                                     | 1964 | —                                   | 5 —                                 | —                                   | —                                   | 5 —                                 | 10 —                                | 9 —                                 | 7 —                                 | 1 —                                 | —                                   | 2 74                                | 1 —                                 | 1 —                                 | - BPI: ouro - RIAA: platina       | Please Please Me                             | Introducing... The Beatles VeeJay                                                          |
| "Komm, gib mir deine Hand" Sie liebt dich" Alemanha (Odeon)                                                                    | 1964 | —                                   | —                                   | —                                   | —                                   | —                                   | 1 7                                 | —                                   | —                                   | —                                   | —                                   | —                                   | —                                   | —                                   |                                   | single sem álbum                             | Something New faixa sem álbum                                                              |
| "Can't Buy Me Love" You Can't Do That" Reino Unido & Estados Unidos                                                            | 1964 | 1 —                                 | 1 —                                 | —                                   | 5 —                                 | 3 33                                | 24 —                                | 1 —                                 | 3 —                                 | 1 —                                 | —                                   | 1 48                                | 1 77                                | 1 138                               | - RIAA: ouro                      | A Hard Day's Night                           | A Hard Day's Night United Artists                                                          |
| "Do You Want to Know a Secret?" "Thank You Girl" Estados Unidos (VeeJay)                                                       | 1964 | —                                   | —                                   | —                                   | —                                   | —                                   | 34 —                                | —                                   | —                                   | 2 —                                 | —                                   | 2 35                                | 3 38                                | 3 39                                | - RIAA: ouro                      | Please Please Me faixa sem álbum             | Introducing... The Beatles VeeJay The Beatles' Second Album                                |
| "Sie liebt dich" I'll Get You" Estados Unidos (Swan)                                                                           | 1964 | —                                   | —                                   | —                                   | —                                   | 20 —                                | —                                   | —                                   | —                                   | —                                   | —                                   | 97 —                                | —                                   | 121 —                               |                                   |                                              | faixa sem álbum The Beatles' Second Album                                                  |
| "Ain't She Sweet" If You Love Me, Baby" (com Tony Sheridan) Reino Unido (Polydor)                                              | 1964 | 29 —                                | —                                   | —                                   | —                                   | —                                   | —                                   | —                                   | —                                   | —                                   | —                                   | —                                   | —                                   | —                                   |                                   | The Beatles' First Polydor                   |                                                                                            |
| "Sweet Georgia Brown" "Take Out Some Insurance on Me, Baby" (com Tony Sheridan) Reino Unido (Polydor)                          | 1964 | —                                   | —                                   | —                                   | —                                   | —                                   | —                                   | —                                   | —                                   | —                                   | —                                   | —                                   | —                                   | 120 —                               |                                   | My Bonnie Polydor The Beatles' First Polydor |                                                                                            |
| "Ain't She Sweet" Nobody's Child" (com Tony Sheridan) Estados Unidos (Polydor)                                                 | 1964 | —                                   | 16 —                                | —                                   | —                                   | —                                   | —                                   | —                                   | —                                   | —                                   | —                                   | 19 —                                | 14 —                                | 13 —                                |                                   | The Beatles' First Polydor                   |                                                                                            |
| "A Hard Day's Night" Things We Said Today" Reino Unido                                                                         | 1964 | 1 —                                 | 1 —                                 | —                                   | 4 —                                 | —                                   | 2 —                                 | 1 —                                 | 1 —                                 | 1 —                                 | —                                   | —                                   | —                                   | —                                   |                                   | A Hard Day's Night                           | A Hard Day's Night United Artists Something New                                            |
| "A Hard Day's Night" I Should Have Known Better" Estados Unidos                                                                | 1964 | —                                   | — 1                                 | —                                   | —                                   | 1 —                                 | — 6                                 | — 1                                 | — 1                                 | —                                   | —                                   | 1 53                                | 1 43                                | 1 84                                | - RIAA: ouro                      | A Hard Day's Night                           | A Hard Day's Night United Artists                                                          |
| "I'll Cry Instead" I'm Happy Just to Dance with You" Estados Unidos                                                            | 1964 | —                                   | —                                   | —                                   | —                                   | 20 —                                | —                                   | —                                   | —                                   | —                                   | —                                   | 25 95                               | 22 91                               | 25 94                               |                                   | A Hard Day's Night                           | A Hard Day's Night United Artists                                                          |
| "And I Love Her" If I Fell" Estados Unidos                                                                                     | 1964 | —                                   | — 1                                 | —                                   | 10 —                                | 15 —                                | — 25                                | — 3                                 | — 1                                 | —                                   | —                                   | 12 53                               | 14 64                               | 16 59                               |                                   | A Hard Day's Night                           | A Hard Day's Night United Artists Something New                                            |
| "Matchbox" Slow Down" Estados Unidos                                                                                           | 1964 | —                                   | —                                   | —                                   | —                                   | 6 —                                 | —                                   | —                                   | —                                   | —                                   | —                                   | 17 25                               | 17 34                               | 22 23                               |                                   | Long Tall Sally (EP)                         | Something New                                                                              |
| "I Feel Fine" She's a Woman" Reino Unido & Estados Unidos                                                                      | 1964 | 1 —                                 | 1 —                                 | 3 —                                 | 3 —                                 | 1 —                                 | 3 —                                 | 1 —                                 | 1 —                                 | 1                                   | —                                   | 1 4                                 | 1 8                                 | 1 7                                 | - RIAA: ouro                      | single sem álbum                             | Beatles '65                                                                                |
| "If I Fell" Tell Me Why" Reino Unido                                                                                           | 1964 | —                                   | —                                   | —                                   | —                                   | —                                   | —                                   | —                                   | —                                   | —                                   | —                                   | —                                   | —                                   | —                                   |                                   | A Hard Day's Night                           | Something New                                                                              |
| "Eight Days a Week" I Don't Want to Spoil the Party" Estados Unidos                                                            | 1965 | —                                   | —                                   | —                                   | 9 —                                 | 1 —                                 | 5 —                                 | 1 —                                 | —                                   | —                                   | —                                   | 1 39                                | 1 83                                | 1 62                                | - RIAA: ouro                      | Beatles for Sale                             | Beatles VI                                                                                 |
| "Ticket to Ride" Yes It Is" Reino Unido & Estados Unidos                                                                       | 1965 | 1 —                                 | 1 —                                 | 8 —                                 | 10 —                                | 1 —                                 | 2 —                                 | 1 —                                 | 1 —                                 | —                                   | —                                   | 1 46                                | 1 107                               | 1 65                                |                                   | Help! faixa sem álbum                        | Help! Beatles VI                                                                           |
| "Rock and Roll Music" I'm a Loser"                                                                                             | 1965 | —                                   | 1 —                                 | 4 —                                 | 3 —                                 | —                                   | 2 —                                 | —                                   | 1 —                                 | —                                   | —                                   | —                                   | —                                   | —                                   |                                   | Beatles for Sale                             | Beatles '65                                                                                |
| "No Reply" Rock and Roll Music"                                                                                                | 1965 | —                                   | —                                   | —                                   | —                                   | —                                   | 5 —                                 | 6 2                                 | —                                   | —                                   | —                                   | —                                   | —                                   | —                                   |                                   | Beatles for Sale                             | Beatles '65                                                                                |
| "Help!" I'm Down" Reino Unido & Estados Unidos                                                                                 | 1965 | 1 —                                 | 1 —                                 | 5 —                                 | 5 —                                 | 1 —                                 | 2 —                                 | 1 —                                 | 1 —                                 | —                                   | —                                   | 1 101                               | 1 126                               | 1 106                               | - BPI: prata - RIAA: ouro         | Help! faixa sem álbum                        | Help! faixa sem álbum                                                                      |
| "Yesterday" Act Naturally" Estados Unidos                                                                                      | 1965 | —                                   | 2 —                                 | 10 —                                | 1 —                                 | 4 —                                 | 6 —                                 | 1 —                                 | 1 —                                 | 2 —                                 | —                                   | 1 47                                | 1 28                                | 1 21                                | - RIAA: ouro                      | Help!                                        | Yesterday and Today                                                                        |
| "I'll Follow the Sun" I Don't Want to Spoil the Party"                                                                         | 1965 | —                                   | —                                   | —                                   | —                                   | —                                   | —                                   | —                                   | 10 —                                | —                                   | —                                   | —                                   | —                                   | —                                   |                                   | Beatles for Sale                             | Beatles '65 Beatles VI                                                                     |
| "Roll Over Beethoven" Misery" Estados Unidos                                                                                   | 1965 | —                                   | —                                   | —                                   | —                                   | —                                   | —                                   | —                                   | —                                   | —                                   | —                                   | —                                   | —                                   | —                                   |                                   | With the Beatles Please Please Me            | The Beatles' Second Album Introducing... the Beatles VeeJay                                |
| "Boys" Kansas City/Hey, Hey, Hey, Hey" Estados Unidos                                                                          | 1965 | —                                   | —                                   | —                                   | —                                   | 32 —                                | — 18                                | —                                   | —                                   | —                                   | —                                   | 102 —                               | 73 75                               | —                                   |                                   | Please Please Me Beatles For Sale            | The Early Beatles Beatles VI                                                               |
| "We Can Work It Out" Day Tripper" Reino Unido & Estados Unidos                                                                 | 1965 | 1                                   | 1 —                                 | —                                   | 3 —                                 | 1 —                                 | 2 —                                 | 1                                   | — 1                                 | 9 8                                 | —                                   | 1 5                                 | 1 10                                | 1 12                                | - RIAA: ouro                      | single sem álbum                             | Yesterday and Today                                                                        |
| "Michelle" Girl" | 1966 | —                                   | —                                   | 3 —                                 | 1 —                                 | —                                   | 6 —                                 | 1 —                                 | 1 —                                 | 1 —                                 | —                                   | —                                   | —                                   | —                                   |                                   | Rubber Soul                                  | Rubber Soul                                                                                |
| "Nowhere Man" What Goes On" Estados Unidos                                                                                     | 1966 | —                                   | 1 —                                 | 8 —                                 | —                                   | 1 —                                 | 3 —                                 | —                                   | —                                   | —                                   | —                                   | 3 81                                | 2 —                                 | 1 99                                | - RIAA: ouro                      | Rubber Soul                                  | Yesterday and Today                                                                        |
| "Paperback Writer" Rain" Reino Unido & Estados Unidos                                                                          | 1966 | 1 —                                 | 1 —                                 | 4 —                                 | 7 —                                 | 1                                   | 1 —                                 | 1 —                                 | —                                   | 1 —                                 | —                                   | 1 23                                | 1 31                                | 1 28                                | - RIAA: ouro                      | single sem álbum                             | Hey Jude Apple nos Estados Unidos                                                          |
| "Yellow Submarine" Eleanor Rigby" Reino Unido & Estados Unidos                                                                 | 1966 | 1                                   | 1 —                                 | 1 —                                 | 1 —                                 | 1                                   | 1 —                                 | 1                                   | 1 —                                 | 1                                   | —                                   | 2 11                                | 1 12                                | 1 16                                | - BPI: prata - RIAA: ouro         | Revolver                                     | Revolver                                                                                   |
| "Penny Lane" Strawberry Fields Forever" Reino Unido & Estados Unidos                                                           | 1967 | 2                                   | 1 —                                 | 5 13                                | 4 —                                 | 1                                   | 1 —                                 | 1                                   | — 1                                 | 1 5                                 | —                                   | 1 8                                 | 1 10                                | 1 9                                 | - BPI: prata - RIAA: ouro         | single sem álbum                             | Magical Mystery Tour                                                                       |
| "All You Need Is Love" Baby, You're a Rich Man" Reino Unido & Estados Unidos                                                   | 1967 | 1 —                                 | 1 —                                 | 1 —                                 | 4 —                                 | 1 —                                 | 1 —                                 | 1 —                                 | 1 —                                 | 1 —                                 | —                                   | 1 34                                | 1 60                                | 1 60                                | - BPI: prata - RIAA: ouro         | single sem álbum                             | Magical Mystery Tour                                                                       |
| "Hello, Goodbye" I Am the Walrus" Reino Unido & Estados Unidos                                                                 | 1967 | 1 —                                 | 1 —                                 | 2 —                                 | 2 —                                 | 1 —                                 | 1 —                                 | 1 —                                 | 1 —                                 | 1 17                                | 2 —                                 | 1 56                                | 1 46                                | 1 44                                | - RIAA: ouro                      | single sem álbum Magical Mystery Tour (EP)   | Magical Mystery Tour                                                                       |
| "Lady Madonna" The Inner Light" Reino Unido & Estados Unidos                                                                   | 1968 | 1 —                                 | 1 —                                 | 1 —                                 | 3 —                                 | 1 —                                 | 2 —                                 | 1 —                                 | 2 —                                 | 1 —                                 | 1 —                                 | 4 96                                | 2 —                                 | 2 113                               | - RIAA: platina                   | single sem álbum                             | Hey Jude Apple faixa sem álbum                                                             |
| "Hey Jude" Revolution" Apple                                                                                                   | 1968 | 1 —                                 | 1 —                                 | 1 —                                 | 1 —                                 | 1                                   | 1 —                                 | 1 —                                 | 1 —                                 | 1                                   | 1 —                                 | 1 12                                | 1 11                                | 1 2                                 | - BPI: ouro - RIAA: 4× platina    | single sem álbum                             | Hey Jude Apple                                                                             |
| "Ob-La-Di, Ob-La-Da" While My Guitar Gently Weeps" Apple                                                                       | 1968 | —                                   | 1 —                                 | 1 —                                 | 5 —                                 | —                                   | 1 —                                 | 3 —                                 | —                                   | 1 —                                 | 1 —                                 | —                                   | —                                   | —                                   |                                   | The Beatles Apple                            | The Beatles Apple                                                                          |
| "Get Back" Don't Let Me Down" (com Billy Preston) Apple                                                                        | 1969 | 1 —                                 | 1 —                                 | 1 —                                 | 1 —                                 | 1 —                                 | 1 —                                 | 1 —                                 | 1 —                                 | 1 —                                 | 1 —                                 | 1 35                                | 1 57                                | 1 33                                | - RIAA: 2× platina                | single sem álbum                             | faixa sem álbum Hey Jude Apple                                                             |
| "The Ballad of John and Yoko" Old Brown Shoe" Apple                                                                            | 1969 | 1 —                                 | 1 —                                 | 1 —                                 | 1 —                                 | —                                   | 1 —                                 | 1 —                                 | 1 —                                 | 2 —                                 | 1 —                                 | 8 —                                 | 10 —                                | 7 —                                 | - RIAA: ouro                      | single sem álbum                             | Hey Jude Apple                                                                             |
| "Something" Come Together" Apple                                                                                               | 1969 | 4                                   | 1 —                                 | 11 2                                | — 2                                 | 1 —                                 | 1 3                                 | — 2                                 | 2 —                                 | 1                                   | — 2                                 | 1                                   | 2 1                                 | 1                                   | - BPI: prata - RIAA: 2× platina   | Abbey Road Apple                             | Abbey Road Apple                                                                           |
| "Let It Be" You Know My Name (Look Up the Number)" Apple                                                                       | 1970 | 2 —                                 | 1 —                                 | 1 —                                 | 3 —                                 | 1 —                                 | 2 —                                 | 1 —                                 | 1 —                                 | 1 —                                 | 1 —                                 | 1 —                                 | 1 —                                 | 1 —                                 | - BPI: platina - RIAA: 2× platina | single sem álbum faixas sem álbum            | single sem álbum faixas sem álbum                                                          |
| "The Long and Winding Road" For You Blue" Apple                                                                                | 1970 | —                                   | 7 —                                 | —                                   | 8 —                                 | 1 4                                 | 26 —                                | 11 —                                | —                                   | 3 —                                 | 8 —                                 | 1                                   | 1 71                                | 1 flip                              | - RIAA: platina                   | Let It Be Apple                              | Let It Be Apple                                                                            |
| "All Together Now" Hey Bulldog" Apple                                                                                          | 1972 | —                                   | —                                   | —                                   | —                                   | —                                   | —                                   | 16 —                                | —                                   | —                                   | —                                   | —                                   | —                                   | —                                   |                                   | Yellow Submarine Apple                       | Yellow Submarine Apple                                                                     |
| "Yesterday" I Should Have Known Better" Reino Unido                                                                            | 1976 | 8 —                                 | 86 —                                | —                                   | —                                   | —                                   | —                                   | 26 —                                | —                                   | —                                   | —                                   | —                                   | —                                   | —                                   |                                   | Help! A Hard Day's Night                     | Yesterday and Today A Hard Day's Night' United Artists                                     |
| "Got to Get You into My Life" Helter Skelter" Estados Unidos                                                                   | 1976 | —                                   | 93 —                                | —                                   | —                                   | 1 —                                 | —                                   | —                                   | —                                   | —                                   | —                                   | 7 —                                 | 3 —                                 | 9 —                                 | - RIAA: ouro                      | Rock 'n' Roll Music                          | Rock 'n' Roll Music                                                                        |
| "Back in the U.S.S.R." Twist and Shout" Reino Unido                                                                            | 1976 | 19 —                                | —                                   | —                                   | —                                   | —                                   | —                                   | —                                   | —                                   | —                                   | —                                   | —                                   | —                                   | —                                   |                                   | Rock 'n' Roll Music                          | Rock 'n' Roll Music                                                                        |
| "Ob-La-Di, Ob-La-Da" Julia" Estados Unidos                                                                                     | 1976 | —                                   | —                                   | —                                   | —                                   | 19 —                                | —                                   | —                                   | —                                   | —                                   | —                                   | 49 —                                | 47 —                                | 75 —                                |                                   | The Beatles Apple                            | The Beatles Apple                                                                          |
| "Sgt. Pepper's Lonely Hearts Club Band" / "With a Little Help from My Friends" A Day in the Life" Reino Unido & Estados Unidos | 1978 | 63 —                                | 78 —                                | —                                   | —                                   | —                                   | —                                   | —                                   | —                                   | —                                   | —                                   | 71 —                                | 92 —                                | 103 —                               |                                   | Sgt. Pepper's Lonely Hearts Club Band        | Sgt. Pepper's Lonely Hearts Club Band                                                      |
| "The Beatles Movie Medley" I'm Happy Just to Dance with You" Reino Unido & Estados Unidos                                      | 1982 | 10 —                                | 33 —                                | —                                   | 35 —                                | —                                   | —                                   | 24 —                                | —                                   | —                                   | —                                   | 12 —                                | 14 —                                | —                                   |                                   | faixa sem álbum A Hard Day's Night           | faixa sem álbum A Hard Day's Night United Artists                                          |
| "Baby It's You" Apple | 1995 | 7                                   | 33                                  | —                                   | 43                                  | 67                                  | 94                                  | 44                                  | —                                   | —                                   | —                                   | 67                                  | —                                   | —                                   |                                   | Live at the BBC Apple                        | Live at the BBC Apple                                                                      |
| "Free as a Bird" Christmas Time (Is Here Again)" Apple                                                                         | 1995 | 2 —                                 | 6 —                                 | 32 —                                | 11 —                                | 6 —                                 | 37 —                                | 9 —                                 | —                                   | —                                   | 25 —                                | 6 —                                 | —                                   | —                                   | - BPI: prata - RIAA: ouro         | Anthology 1 Apple faixa sem álbum            | Anthology 1 Apple faixa sem álbum                                                          |
| "Real Love" Baby's in Black" Apple                                                                                             | 1996 | 4 —                                 | 6 —                                 | —                                   | 50 —                                | 12 —                                | 45 —                                | 21 —                                | —                                   | —                                   | 26 —                                | 11 —                                | 10 —                                | —                                   | - RIAA: ouro                      | Anthology 2 Apple faixa sem álbum            | Anthology 2 Apple faixa sem álbum                                                          |
| "—" indica lançamentos que não chegaram às paradas musicais ou não foram lançados naquele país.                                |      |                                     |                                     |                                     |                                     |                                     |                                     |                                     |                                     |                                     |                                     |                                     |                                     |                                     |                                   |                                              |                                                                                            |